# Phytomyza
Phytomyza är ett släkte av tvåvingar. Phytomyza ingår i familjen minerarflugor.

## Bildgalleri

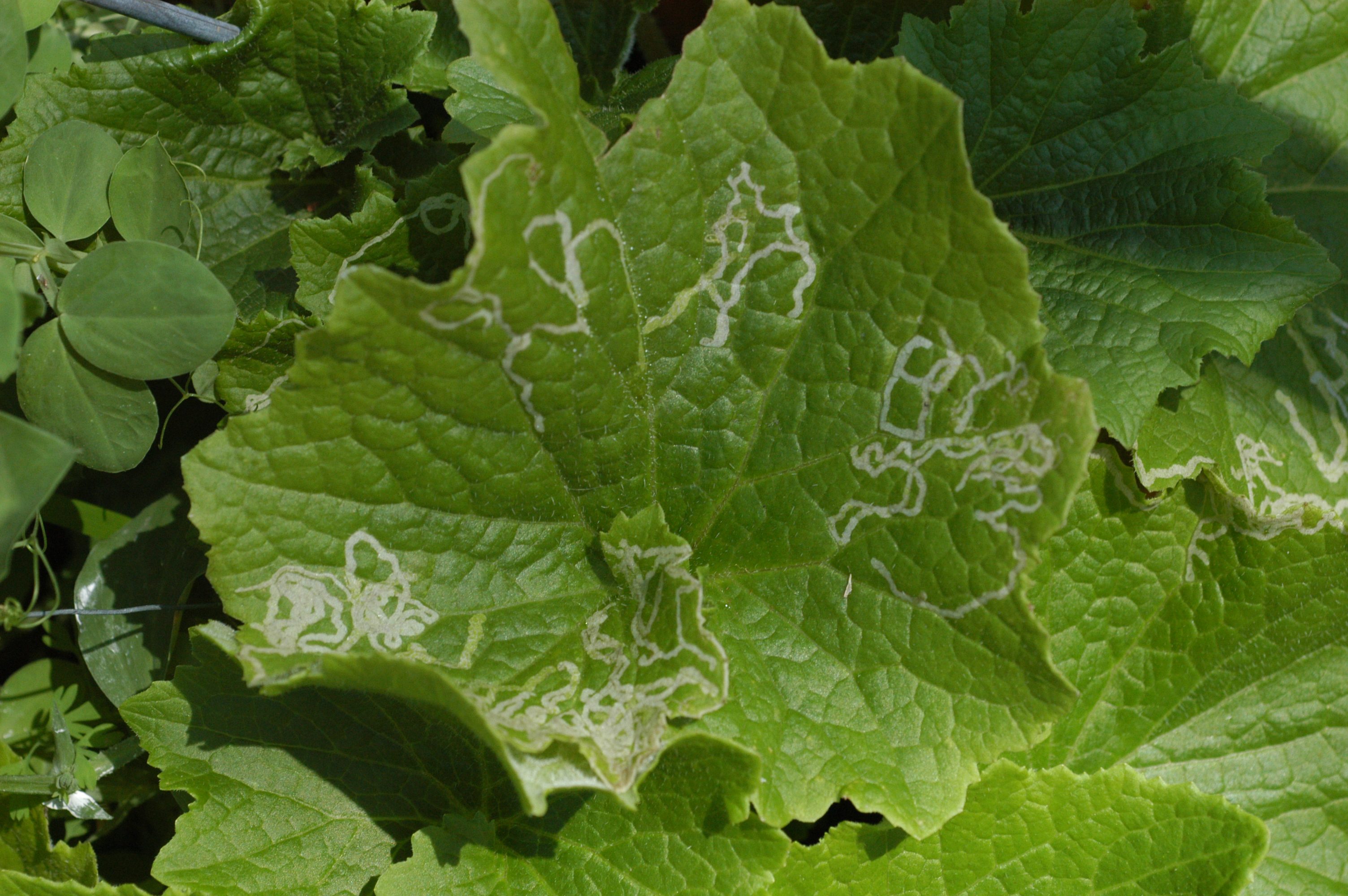
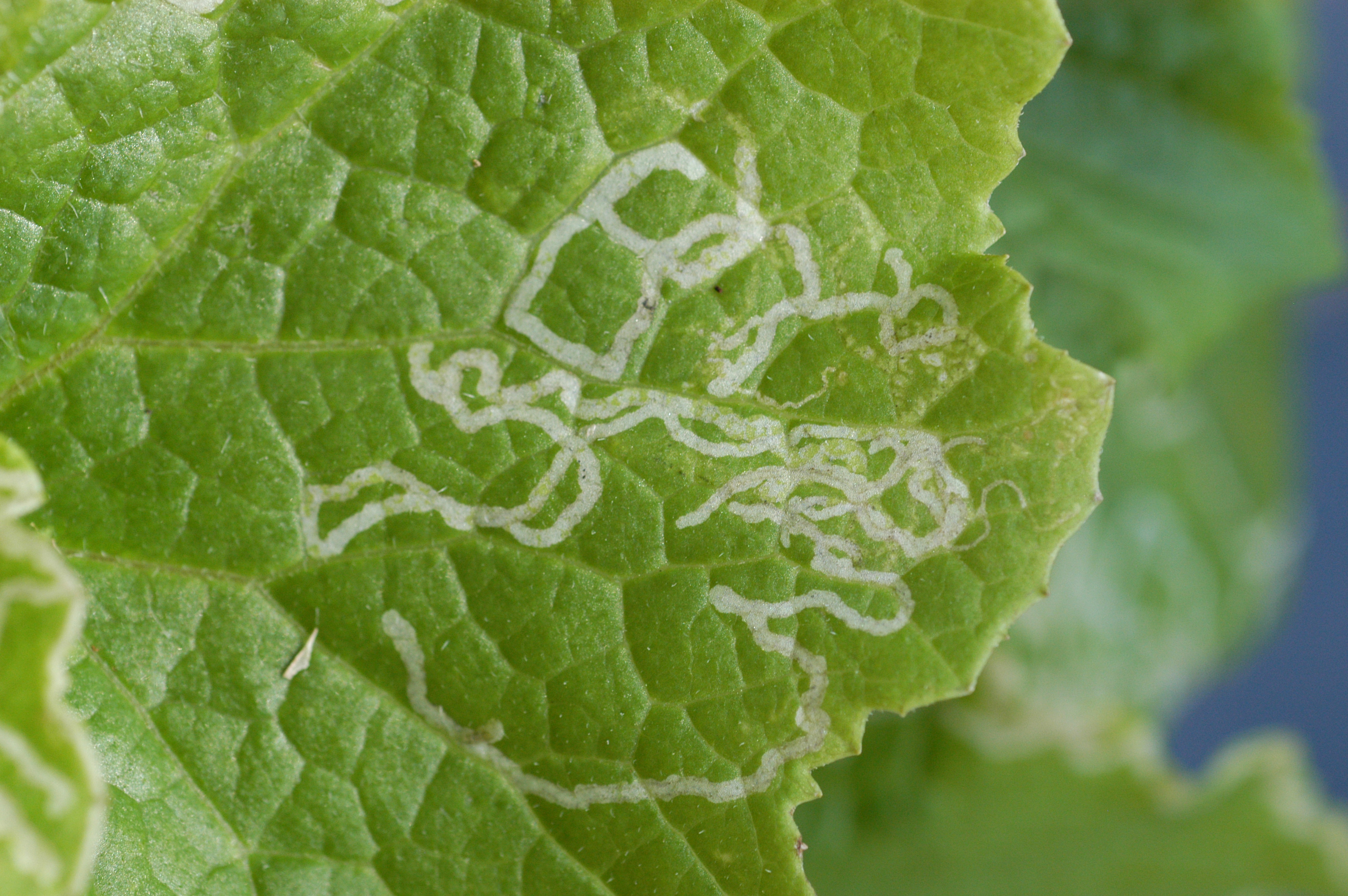
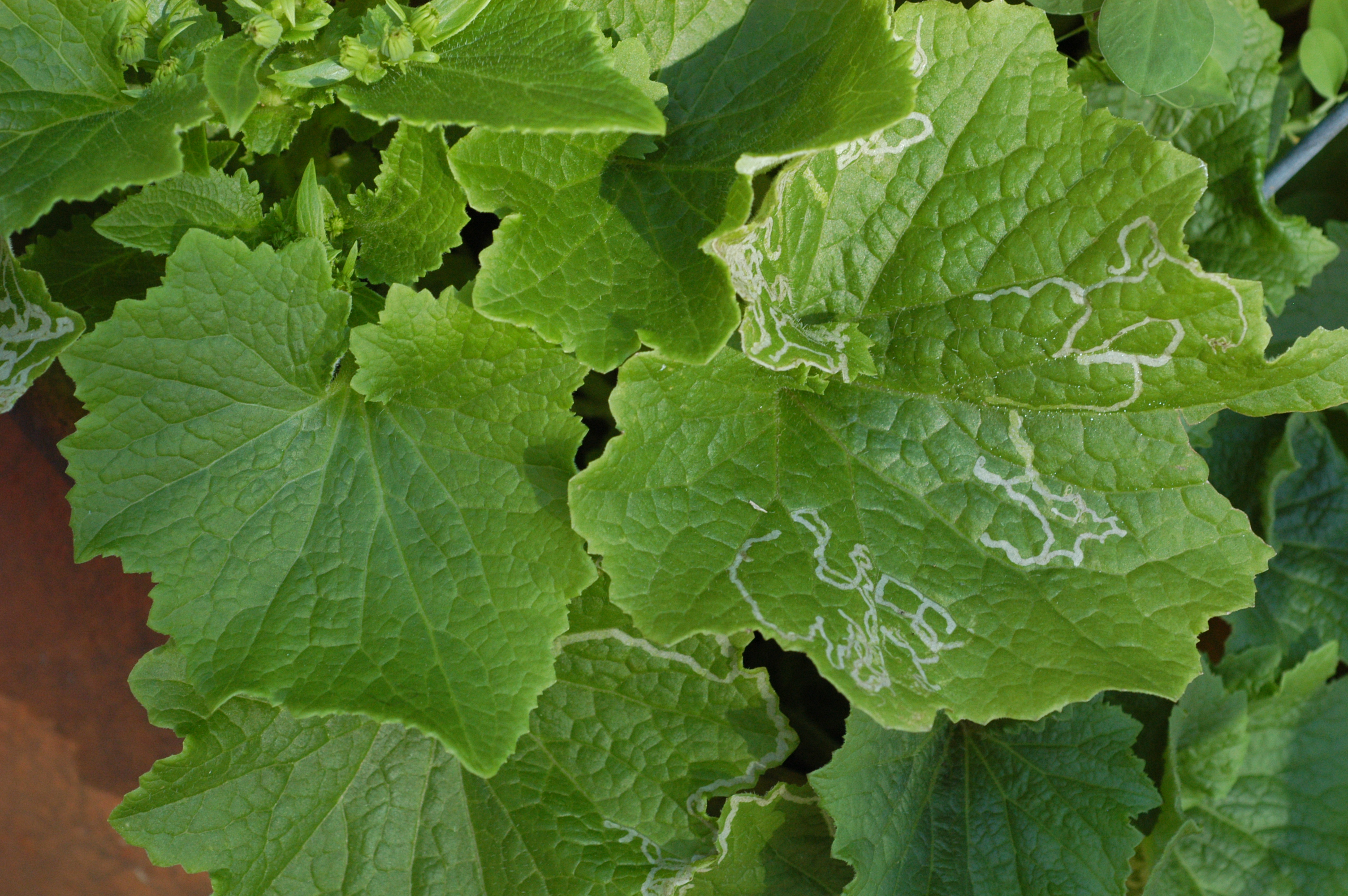
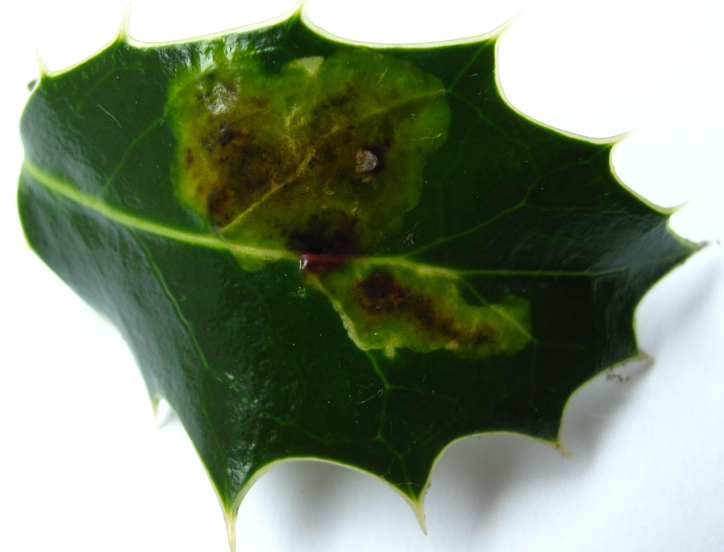
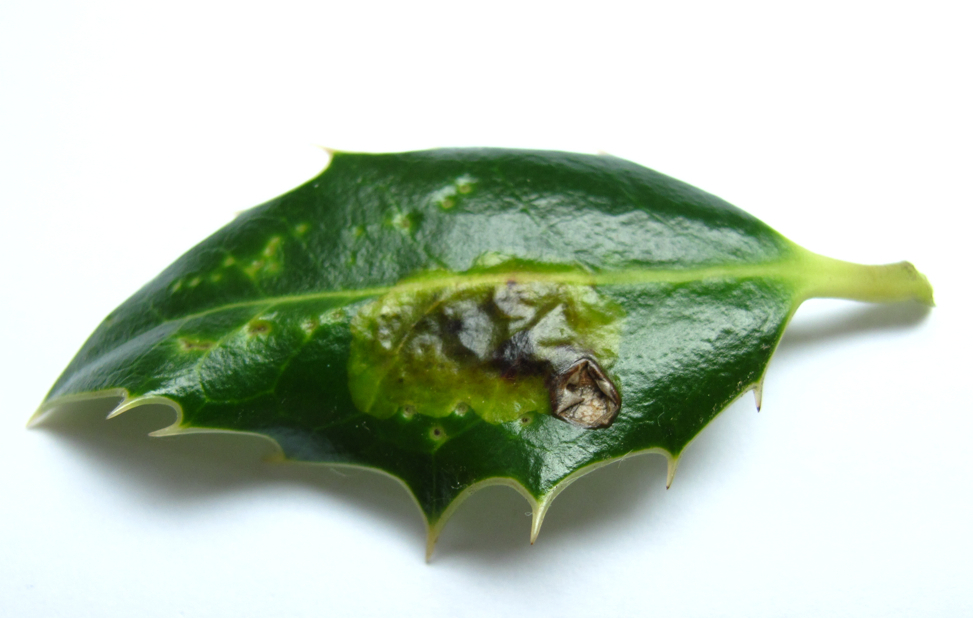
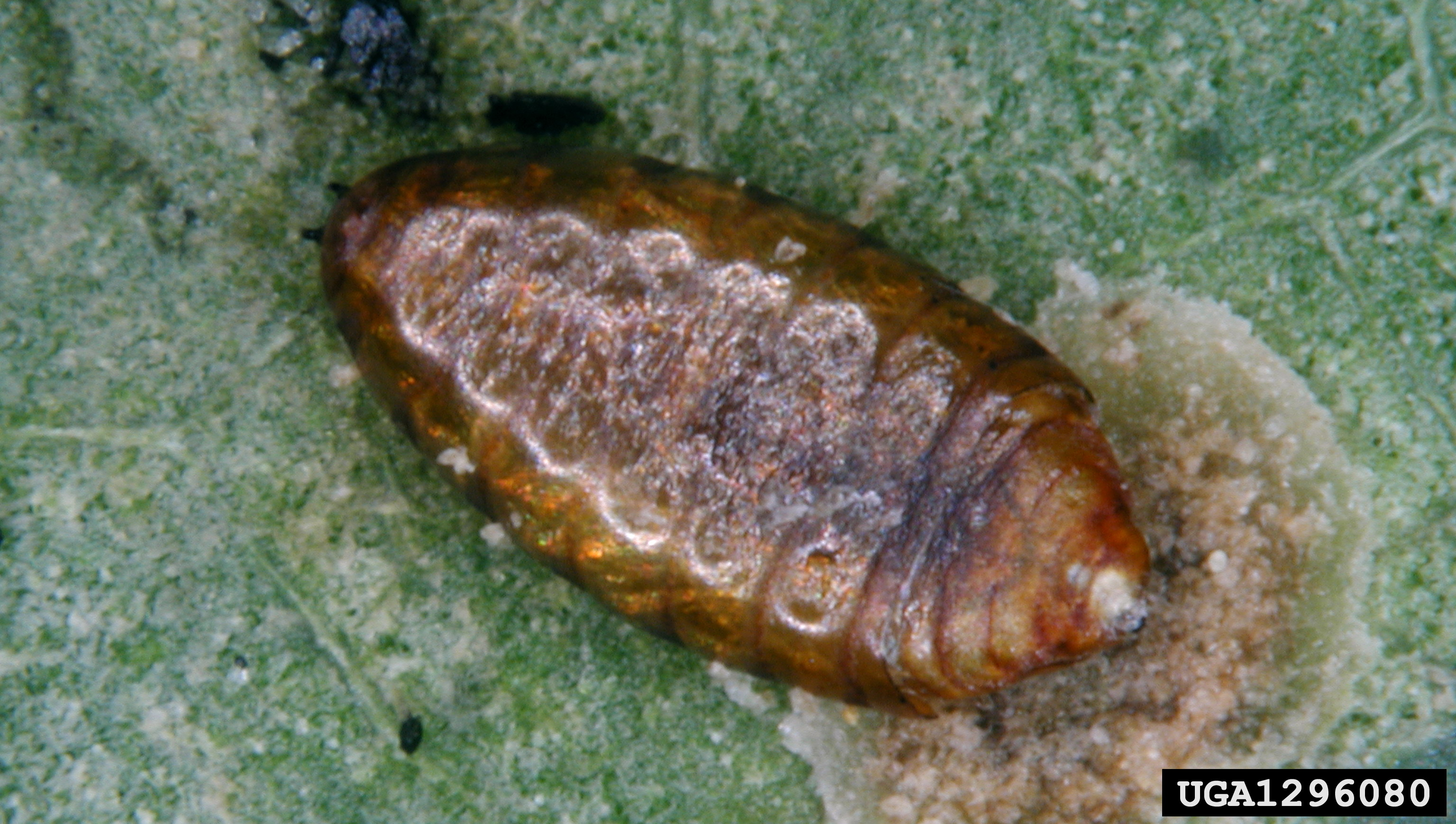

## Dottertaxa tillPhytomyza, i alfabetisk ordning[1][2]
- Phytomyza abdita
- Phytomyza abdominalis
- Phytomyza abeliae
- Phytomyza abiskensis
- Phytomyza acanthopanicis
- Phytomyza achilleae
- Phytomyza achilleaececis
- Phytomyza aconitella
- Phytomyza aconiti
- Phytomyza aconitophila
- Phytomyza actaeae
- Phytomyza acuminata
- Phytomyza adenostylis
- Phytomyza adjuncta
- Phytomyza aenescens
- Phytomyza affinalis
- Phytomyza affinis
- Phytomyza africana
- Phytomyza agromyzina
- Phytomyza akebiae
- Phytomyza alamedensis
- Phytomyza alaskana
- Phytomyza albiceps
- Phytomyza albifrons
- Phytomyza albimargo
- Phytomyza albipennis
- Phytomyza aldrichi
- Phytomyza alpestris
- Phytomyza alpina
- Phytomyza alysi
- Phytomyza analis
- Phytomyza anderi
- Phytomyza andorrensis
- Phytomyza anemonantheae
- Phytomyza anemonephila
- Phytomyza anemones
- Phytomyza anemonivora
- Phytomyza angelicae
- Phytomyza angelicastri
- Phytomyza angelicivora
- Phytomyza anonera
- Phytomyza anserimontis
- Phytomyza antennata
- Phytomyza anthocercidis
- Phytomyza anthyllidis
- Phytomyza aphyllae
- Phytomyza aposeridis
- Phytomyza aquilegiae
- Phytomyza aquilegiana
- Phytomyza aquilegioides
- Phytomyza aquilegiophaga
- Phytomyza aquilegivora
- Phytomyza aquilonia
- Phytomyza araciocecis
- Phytomyza araliae
- Phytomyza aralivora
- Phytomyza archangelicae
- Phytomyza aristata
- Phytomyza arnaudi
- Phytomyza arnicae
- Phytomyza arnicicola
- Phytomyza arnicivora
- Phytomyza aronici
- Phytomyza artemisivora
- Phytomyza asterophaga
- Phytomyza astotinensis
- Phytomyza astrantiae
- Phytomyza athamantae
- Phytomyza atomaria
- Phytomyza atricornis
- Phytomyza atripalpis
- Phytomyza aulagromyzina
- Phytomyza aurata
- Phytomyza aurei
- Phytomyza auricornis
- Phytomyza banffensis
- Phytomyza bellidina
- Phytomyza beringiana
- Phytomyza bicolor
- Phytomyza bifida
- Phytomyza bipunctata
- Phytomyza biseta
- Phytomyza boulderella
- Phytomyza brevicornis
- Phytomyza brevifacies
- Phytomyza breviseta
- Phytomyza brevituba
- Phytomyza brischkei
- Phytomyza brunnea
- Phytomyza brunnipes
- Phytomyza buhri
- Phytomyza buhriana
- Phytomyza buhriella
- Phytomyza bulbiseta
- Phytomyza burchardi
- Phytomyza burmensis
- Phytomyza caesalpiniae
- Phytomyza caffra
- Phytomyza calceata
- Phytomyza californica
- Phytomyza callianthemi
- Phytomyza calthae
- Phytomyza calthivora
- Phytomyza calthophila
- Phytomyza cameronensis
- Phytomyza campanulae
- Phytomyza camuna
- Phytomyza cana
- Phytomyza canadensis
- Phytomyza carbonensis
- Phytomyza carlestolrai
- Phytomyza carpesicola
- Phytomyza catalaunica
- Phytomyza caulinaris
- Phytomyza ceanothi
- Phytomyza cecidonomia
- Phytomyza centralis
- Phytomyza ceylonensis
- Phytomyza chaerophylli
- Phytomyza chaerophylliana
- Phytomyza chelonei
- Phytomyza chloophila
- Phytomyza chrysocera
- Phytomyza cicutae
- Phytomyza cicutella
- Phytomyza cicutivora
- Phytomyza ciliata
- Phytomyza ciliolati
- Phytomyza cinerea
- Phytomyza cirrhosae
- Phytomyza cirsii
- Phytomyza cirsiophaga
- Phytomyza clematadi
- Phytomyza clematidella
- Phytomyza clematidicaulis
- Phytomyza clematidophoeta
- Phytomyza clematiphaga
- Phytomyza clematisana
- Phytomyza clematisella
- Phytomyza clematisi
- Phytomyza cnidii
- Phytomyza coloradella
- Phytomyza columbiana
- Phytomyza columbinae
- Phytomyza conglomerata
- Phytomyza conii
- Phytomyza coniopais
- Phytomyza conioselini
- Phytomyza conjuncta
- Phytomyza continua
- Phytomyza conyzae
- Phytomyza coquilletti
- Phytomyza corni
- Phytomyza cornuta
- Phytomyza cortusifolii
- Phytomyza corvimontana
- Phytomyza crassiseta
- Phytomyza crepidis
- Phytomyza cytisi
- Phytomyza dalmatiensis
- Phytomyza dasyops
- Phytomyza davisii
- Phytomyza deflecta
- Phytomyza delphinivora
- Phytomyza demissa
- Phytomyza despinosa
- Phytomyza deutziae
- Phytomyza digitalis
- Phytomyza diminuta
- Phytomyza dioni
- Phytomyza disjuncta
- Phytomyza disjunctivena
- Phytomyza distantinervis
- Phytomyza ditmani
- Phytomyza diversicornis
- Phytomyza doronici
- Phytomyza dreisbachi
- Phytomyza dryas
- Phytomyza duplex
- Phytomyza edmontonensis
- Phytomyza elsae
- Phytomyza enigma
- Phytomyza enigmatosa
- Phytomyza epistomella
- Phytomyza erigerophila
- Phytomyza esakii
- Phytomyza eumorpha
- Phytomyza eupatorii
- Phytomyza euphorbiae
- Phytomyza euphrasiae
- Phytomyza evanescens
- Phytomyza evansi
- Phytomyza exilis
- Phytomyza facialis
- Phytomyza fallaciosa
- Phytomyza farfarae
- Phytomyza fasciata
- Phytomyza felix
- Phytomyza fennoscandiae
- Phytomyza ferina
- Phytomyza ferruginea
- Phytomyza ferulae
- Phytomyza ferulivora
- Phytomyza fimbriata
- Phytomyza flavens
- Phytomyza flaviantennalis
- Phytomyza flavicornis
- Phytomyza flavifacies
- Phytomyza flavilabris
- Phytomyza flavimana
- Phytomyza flavinervis
- Phytomyza flaviventris
- Phytomyza flavofemoralis
- Phytomyza flavofemorata
- Phytomyza flexuosa
- Phytomyza formosae
- Phytomyza franzi
- Phytomyza frontalis
- Phytomyza fulgens
- Phytomyza fulvovittata
- Phytomyza fumariacea
- Phytomyza fuscipes
- Phytomyza gei
- Phytomyza gelida
- Phytomyza geminata
- Phytomyza genalis
- Phytomyza geniculata
- Phytomyza gilva
- Phytomyza glabricola
- Phytomyza glechomae
- Phytomyza globulariae
- Phytomyza gracilis
- Phytomyza griffithsi
- Phytomyza grisescens
- Phytomyza gymnostoma
- Phytomyza haemorrhoidalis
- Phytomyza hasegawai
- Phytomyza hebronensis
- Phytomyza hedingi
- Phytomyza helianthi
- Phytomyza hellebori
- Phytomyza helosciadii
- Phytomyza hendeli
- Phytomyza heracleana
- Phytomyza heraclei
- Phytomyza heringiana
- Phytomyza heterophylli
- Phytomyza hiemalis
- Phytomyza himachali
- Phytomyza hirsuta
- Phytomyza hirta
- Phytomyza holosericea
- Phytomyza homogyneae
- Phytomyza hoppi
- Phytomyza humilis
- Phytomyza hyalipennis
- Phytomyza hyaloposthia
- Phytomyza hydrangeae
- Phytomyza hyperborea
- Phytomyza hypophylla
- Phytomyza ignota
- Phytomyza ilicicola
- Phytomyza ilicis
- Phytomyza infelix
- Phytomyza integerrimi
- Phytomyza inulicola
- Phytomyza inusitata
- Phytomyza isais
- Phytomyza isicae
- Phytomyza japonica
- Phytomyza jasperensis
- Phytomyza jonaitisi
- Phytomyza jucunda
- Phytomyza jugalis
- Phytomyza kalopanacis
- Phytomyza kaltenbachi
- Phytomyza kamtschatkensis
- Phytomyza kareliensis
- Phytomyza kasi
- Phytomyza kibunensis
- Phytomyza kisakai
- Phytomyza klondikensis
- Phytomyza knowltoniae
- Phytomyza krygeri
- Phytomyza kugleri
- Phytomyza kumaonensis
- Phytomyza kurilensis
- Phytomyza kyfhusana
- Phytomyza lanati
- Phytomyza lappae
- Phytomyza lappivora
- Phytomyza lateritia
- Phytomyza latifolii
- Phytomyza latifrons
- Phytomyza leucanthemi
- Phytomyza leucocephala
- Phytomyza libanotidis
- Phytomyza ligusticifoliae
- Phytomyza linguae
- Phytomyza lithospermi
- Phytomyza liturata
- Phytomyza loewii
- Phytomyza lugentis
- Phytomyza lupini
- Phytomyza lupinivora
- Phytomyza lusatica
- Phytomyza luteoscutellata
- Phytomyza lycopi
- Phytomyza majalis
- Phytomyza major
- Phytomyza malaca
- Phytomyza malaisei
- Phytomyza manni
- Phytomyza marginella
- Phytomyza masoni
- Phytomyza matricariae
- Phytomyza medicaginis
- Phytomyza melana
- Phytomyza melanella
- Phytomyza melanogaster
- Phytomyza melanosoma
- Phytomyza meridensis
- Phytomyza meridialis
- Phytomyza meridionalis
- Phytomyza mertensiae
- Phytomyza minima
- Phytomyza minuens
- Phytomyza minuscula
- Phytomyza minuta
- Phytomyza minutissima
- Phytomyza miranda
- Phytomyza misella
- Phytomyza modica
- Phytomyza modocensis
- Phytomyza monori
- Phytomyza montana
- Phytomyza montereyensis
- Phytomyza monticola
- Phytomyza multifidae
- Phytomyza multifidi
- Phytomyza murina
- Phytomyza mutellinae
- Phytomyza mylini
- Phytomyza myosotica
- Phytomyza nagvakensis
- Phytomyza narcissiflorae
- Phytomyza natalensis
- Phytomyza nemopanthi
- Phytomyza nepalensis
- Phytomyza nepetae
- Phytomyza nervosa
- Phytomyza nigella
- Phytomyza nigra
- Phytomyza nigrella
- Phytomyza nigricornis
- Phytomyza nigricoxa
- Phytomyza nigrifemur
- Phytomyza nigrinervis
- Phytomyza nigripennis
- Phytomyza nigrita
- Phytomyza nigritella
- Phytomyza nigritula
- Phytomyza nigrociliata
- Phytomyza nigroclypea
- Phytomyza nigroorbitalis
- Phytomyza nilgiriensis
- Phytomyza nishijimai
- Phytomyza nitidicollis
- Phytomyza notata
- Phytomyza notopleuralis
- Phytomyza nowakowskiana
- Phytomyza novitzkyi
- Phytomyza obscura
- Phytomyza obscurata
- Phytomyza obscurella
- Phytomyza obscuripennis
- Phytomyza obscuritarsis
- Phytomyza oenanthes
- Phytomyza oenanthica
- Phytomyza oenanthoides
- Phytomyza opaca
- Phytomyza opacae
- Phytomyza oreas
- Phytomyza oreophila
- Phytomyza orientalis
- Phytomyza origani
- Phytomyza orindensis
- Phytomyza orlandensis
- Phytomyza orobanchia
- Phytomyza oscinina
- Phytomyza osmorhizae
- Phytomyza ovalis
- Phytomyza ovimontis
- Phytomyza oxytropidis
- Phytomyza palionisi
- Phytomyza pallida
- Phytomyza pallipes
- Phytomyza pallitarsis
- Phytomyza palpata
- Phytomyza pampeana
- Phytomyza paniculatae
- Phytomyza paranigrifemur
- Phytomyza parva
- Phytomyza parvicella
- Phytomyza pastinacae
- Phytomyza pauliloewi
- Phytomyza pauliloewii
- Phytomyza pedicularicaulis
- Phytomyza pedicularidis
- Phytomyza pedicularifolii
- Phytomyza penicilla
- Phytomyza penstemonella
- Phytomyza penstemonis
- Phytomyza peregrini
- Phytomyza periclymeni
- Phytomyza permutata
- Phytomyza persicae
- Phytomyza petiolaris
- Phytomyza petoei
- Phytomyza phaceliae
- Phytomyza phalangites
- Phytomyza phellandrii
- Phytomyza phillyreae
- Phytomyza philoclematidis
- Phytomyza picridocecis
- Phytomyza pieninica
- Phytomyza pilescens
- Phytomyza pimpinellae
- Phytomyza placita
- Phytomyza plantaginis
- Phytomyza platensis
- Phytomyza platonoffi
- Phytomyza platystoma
- Phytomyza plumiseta
- Phytomyza podagrariae
- Phytomyza polycladae
- Phytomyza polysticha
- Phytomyza poppii
- Phytomyza prava
- Phytomyza ptarmicae
- Phytomyza pubicornis
- Phytomyza pulchella
- Phytomyza pulchelloides
- Phytomyza pulchra
- Phytomyza pullula
- Phytomyza pulmonariae
- Phytomyza pulsatillae
- Phytomyza pulsatillicola
- Phytomyza pummankiensis
- Phytomyza quadriseta
- Phytomyza queribunda
- Phytomyza ranunculi
- Phytomyza ranunculicola
- Phytomyza ranunculina
- Phytomyza ranunculiphila
- Phytomyza ranunculivora
- Phytomyza ranunculoides
- Phytomyza rapunculi
- Phytomyza ravasternopleuralis
- Phytomyza rectae
- Phytomyza redunca
- Phytomyza rhabdophora
- Phytomyza rhodiolae
- Phytomyza rhodopaea
- Phytomyza ringdahli
- Phytomyza ripara
- Phytomyza riparia
- Phytomyza robustella
- Phytomyza rostrata
- Phytomyza rubicola
- Phytomyza rufescens
- Phytomyza ruficeps
- Phytomyza ruficornis
- Phytomyza rufifrons
- Phytomyza rufimana
- Phytomyza rufipes
- Phytomyza rydeni
- Phytomyza rydeniella
- Phytomyza salviae
- Phytomyza saniculae
- Phytomyza saskatoonensis
- Phytomyza saxatilis
- Phytomyza saximontana
- Phytomyza scaligeriae
- Phytomyza schlicki
- Phytomyza schuetzei
- Phytomyza scolopendri
- Phytomyza scopulina
- Phytomyza scotina
- Phytomyza sedi
- Phytomyza sedicola
- Phytomyza sehgali
- Phytomyza selini
- Phytomyza senecionis
- Phytomyza seneciovora
- Phytomyza seseleos
- Phytomyza sibirica
- Phytomyza sii
- Phytomyza silai
- Phytomyza sitchensis
- Phytomyza smyrnii
- Phytomyza socia
- Phytomyza soenderupi
- Phytomyza soenderupiella
- Phytomyza solidaginis
- Phytomyza solidaginivora
- Phytomyza solidaginophaga
- Phytomyza solita
- Phytomyza sonorensis
- Phytomyza sordida
- Phytomyza sorosi
- Phytomyza sphondylii
- Phytomyza sphondyliivora
- Phytomyza spinaciae
- Phytomyza splendida
- Phytomyza spoliata
- Phytomyza spondylii
- Phytomyza stolonigena
- Phytomyza subalpina
- Phytomyza subaquilegiana
- Phytomyza subrostrata
- Phytomyza subtenella
- Phytomyza subtilis
- Phytomyza superba
- Phytomyza suwai
- Phytomyza swertiae
- Phytomyza symphyti
- Phytomyza takasagoensis
- Phytomyza takhiniensis
- Phytomyza tamui
- Phytomyza tanaceti
- Phytomyza taraxaci
- Phytomyza tarsata
- Phytomyza tenella
- Phytomyza tenuis
- Phytomyza tetrasticha
- Phytomyza thalictrella
- Phytomyza thalictri
- Phytomyza thalictricola
- Phytomyza thalictrivora
- Phytomyza thapsi
- Phytomyza thoracica
- Phytomyza thymi
- Phytomyza thysselini
- Phytomyza thysselinivora
- Phytomyza tibialis
- Phytomyza timida
- Phytomyza tlingitica
- Phytomyza tomentella
- Phytomyza tottoriensis
- Phytomyza trichopsis
- Phytomyza trivittata
- Phytomyza trollii
- Phytomyza trolliicaulis
- Phytomyza trolliivora
- Phytomyza trolliophila
- Phytomyza tropica
- Phytomyza tucumana
- Phytomyza tundrensis
- Phytomyza tussilaginis
- Phytomyza ukogi
- Phytomyza umanomitsubae
- Phytomyza umbelliferarum
- Phytomyza uncinata
- Phytomyza urbana
- Phytomyza wahlgreni
- Phytomyza valida
- Phytomyza varii
- Phytomyza varipes
- Phytomyza venerabilis
- Phytomyza veratri
- Phytomyza vernalis
- Phytomyza veronicicola
- Phytomyza verticillatae
- Phytomyza viduata
- Phytomyza williamsoni
- Phytomyza vilnensis
- Phytomyza virgaureae
- Phytomyza virosae
- Phytomyza vitalae
- Phytomyza vitalbae
- Phytomyza vitalbella
- Phytomyza vittata
- Phytomyza vomitoriae
- Phytomyza xanthocephala
- Phytomyza xiphochaeta
- Phytomyza yasumatsui
- Phytomyza zarzyckii
- Phytomyza zinovjevi